# 中山路 (普宁)
中山路，广东省普宁市历史文化街区之一，其前身为始建于明朝的东门街。

## 概况
位于普宁故城洪阳城内,普宁最早的第一长街，也是普宁早期的文化街区。原普宁老县城设东、南、西、北四门，城门皆双层门亭，而东门外建一小街，曰东门街，宽1米多。民国23年（1934年），县长曾文友拓宽东门街，兴建中山路，长800米左右，宽8米，两侧均为骑楼式古朴典雅铺屋。中山路有史至今商贾云集，人流穿梭不息，是商贸活跃的古街区。